# Flirtea
Genre
Flirtea est un genre d'opilions laniatores de la famille des Cosmetidae.

## Distribution
Les espèces de ce genre se rencontrent en Amérique du Sud et en Amérique centrale.

## Liste des espèces
Selon World Catalogue of Opiliones (23/07/2021) :
- Flirtea alpha (Sørensen, 1932)
- Flirtea altagraciensis González-Sponga, 1992
- Flirtea andina Roewer, 1928
- Flirtea araguitensis González-Sponga, 1992
- Flirtea batman (Pinto-da-Rocha & Yamaguti, 2013)
- Flirtea clypeata (Sørensen, 1932)
- Flirtea erxlineae Mello-Leitão, 1941
- Flirtea fusca (Sørensen, 1932)
- Flirtea granulosa (Simon, 1879)
- Flirtea henrikseni González-Sponga, 1992
- Flirtea lateralis (Banks, 1909)
- Flirtea limbata (Sørensen, 1932)
- Flirtea longifemoris González-Sponga, 1992
- Flirtea militaris (Simon, 1879)
- Flirtea montana González-Sponga, 1992
- Flirtea picta (Perty, 1833)
- Flirtea reticulata (Sørensen, 1932)
- Flirtea simplex González-Sponga, 1992
- Flirtea sorenseni González-Sponga, 1992
- Flirtea tuberculata (Sørensen, 1932)
- Flirtea valida (Roewer, 1928)
- Flirtea varicellosa (Mello-Leitão, 1944)
- Flirtea venezuelana (Sørensen, 1932)
- Flirtea ventricosa (Simon, 1879)
- Flirtea withi González-Sponga, 1992

## Publication originale
- C. L. Koch, 1839 : Die Arachniden: Getreu nach der Natur abgebildet und beschrieben., vol. 5, p. 1–158 (texte intégral).